# The Red Jumpsuit Apparatus
I The Red Jumpsuit Apparatus (spesso contratto in RJA) sono un gruppo musicale statunitense formatosi nel 2003 a Jacksonville, in Florida.

## Storia del gruppo

### I primi anni eDon't You Fake It(2003-2006)
Dopo aver scritto e provato per 18 mesi senza reali intenzioni di registrare un album, Ronnie Winter (voce) e Duke Ditchens (chitarra e piano) vengono spinti dagli amici diverse volte a perseguire la carriera musicale. Questo incoraggiamento porta i ragazzi a prenotare diverse manifestazioni locali, con grande abbraccio del resoconto della loro città natale. Il nome, "Red Jumpsuit Apparatus", viene scelto dalla band disponendo delle parole su una parete, e scegliendo tre parole a caso. Con l'aggiunta del chitarrista Thomas Amason, del bassista Thomas Wurth e il batterista Dan Wagler, i Red Jumpsuit Apparatus pubblicano il loro album di debutto, autoprodotto, nel 2004, dal titolo omonimo.

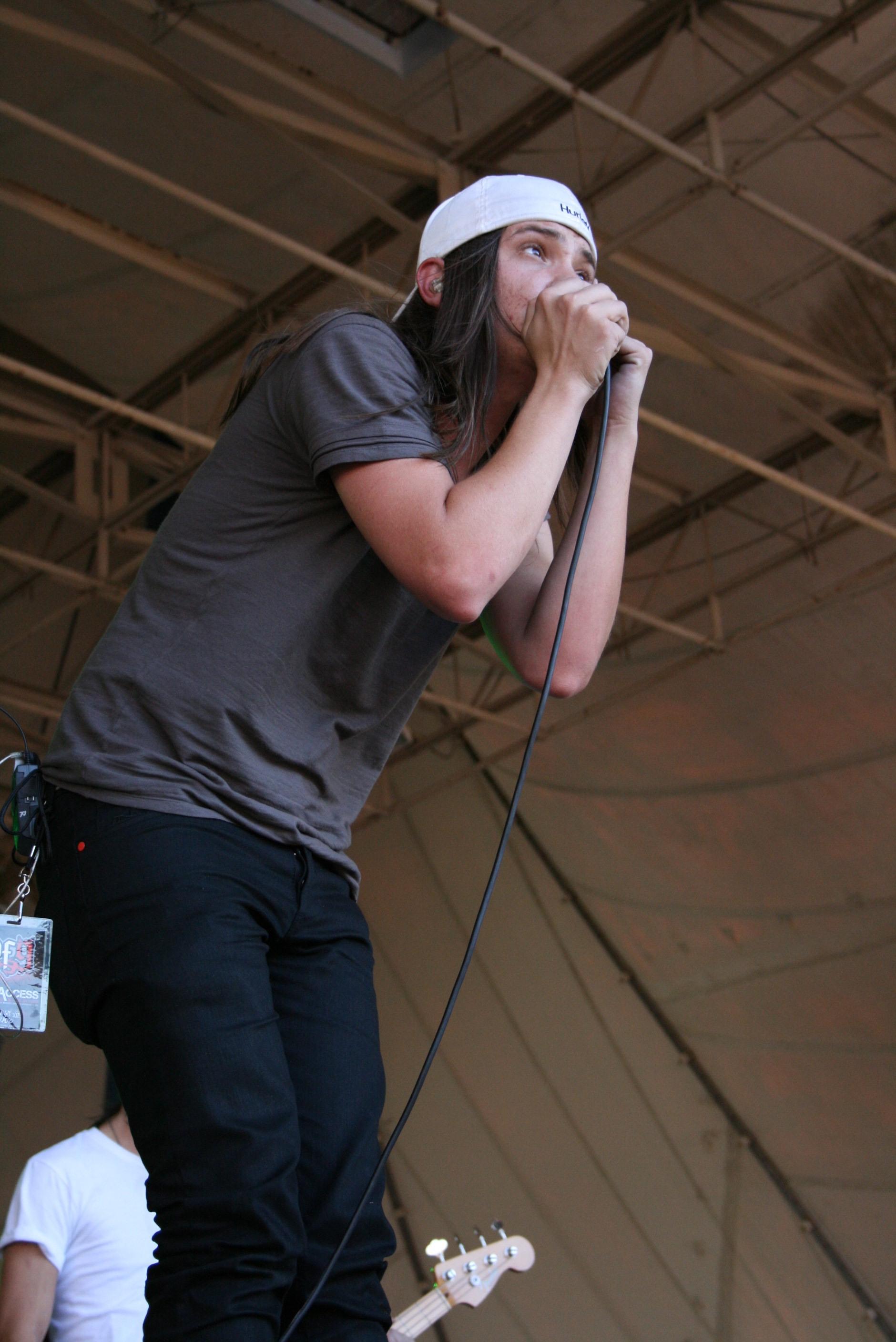
Ronnie Winter, frontman del gruppo, in concerto nel 2006

Intorno al 2005, Amason, Wurth e Wagler lasciano la band; gli ultimi due vengono rimpiazzati da Jon Wilkes e Joey Westwood, mentre per il posto di chitarrista solista viene scelto Elias Reidy, dopo vari cambi in cerca del sostituto più adatto. Con una nuova formazione e un contratto firmato con la Virgin Records, nel 2006 la band pubblica l'album in studio Don't You Fake It, con i singoli Face Down, False Pretense, Your Guardian Angel e Damn Regret. Trascinato dal successo di Face Down, l'album viene certificato disco d'oro il 27 novembre 2006 dalla RIAA, e nel 2009 arriva a 852 000 copie vendute solo negli Stati Uniti. Nel 2012 l'album verrà certificato disco di platino dopo aver venduto oltre un milione di copie negli Stati Uniti.
Nel febbraio 2007 la band prende parte al tour della US Take Action!, organizzato per la prevenzione del suicidio giovanile assieme a gruppi come My Chemical Romance e Rise Against. Il 3 aprile dello stesso anno viene pubblicata una nuova edizione di Don't You Fake It, comprendente due tracce bonus e un DVD aggiuntivo.

### Lonely Road(2007-2009)

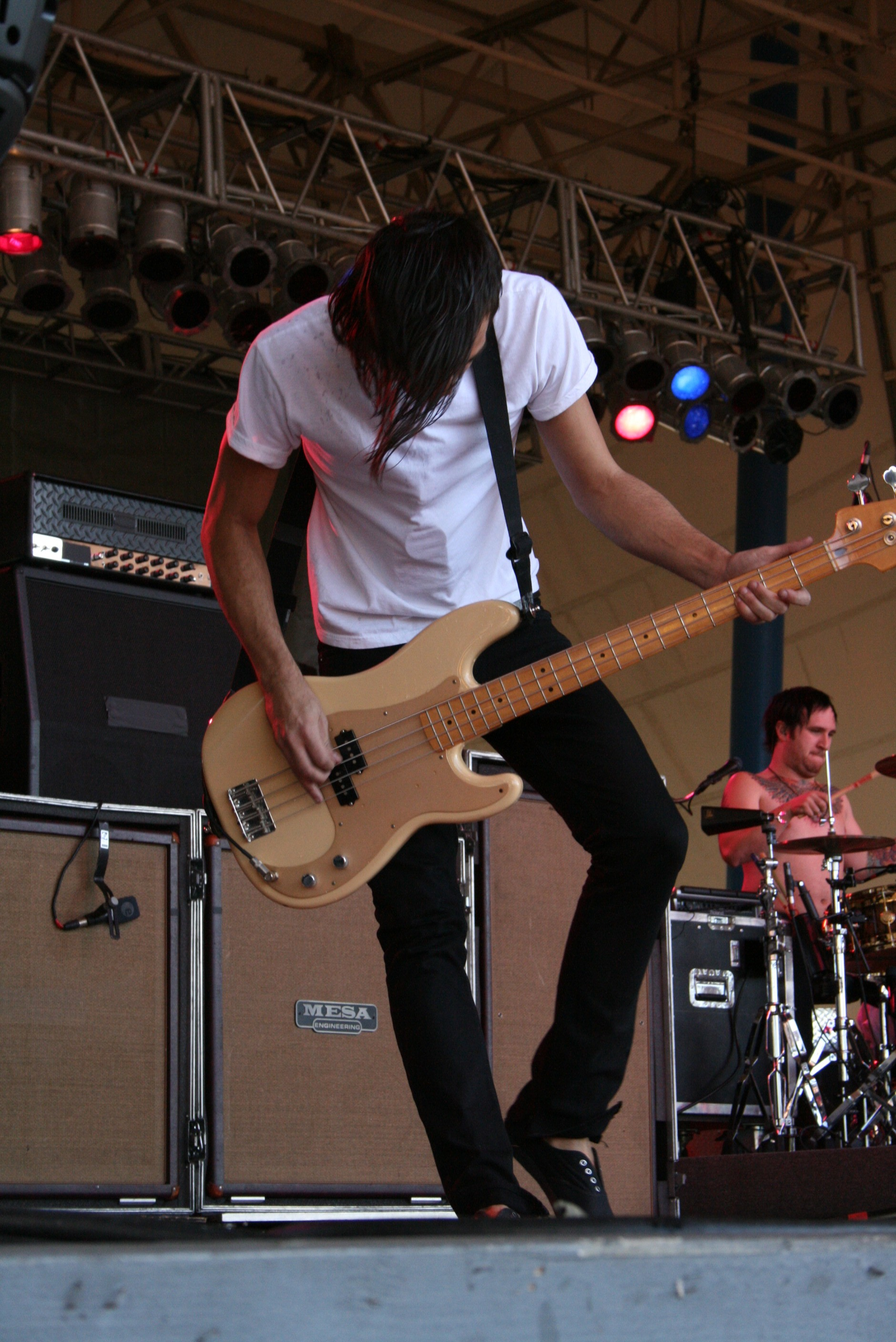
Il bassista Joey Westwood in concerto con la band nel 2006

Il gruppo si mette al lavoro su un nuovo album nel 2007, prendendo una breve pausa nei primi mesi del 2008 per lanciare un tour acustico sulla costa orientale. Lonely Road viene pubblicato nel febbraio 2009 con la produzione di Howard Benson. Dall'album vengono estratti i singoli You Better Pray, Pen & Paper e Represent. In supporto all'album la band tiene vari concerti tra il 2008 e il 2009 con band come Shinedown, Framing Hanley, Tickle Me Pink e altre.
Il 20 marzo 2009 i Red Jumpsuit Apparatus pubblicano l'EP Shock Session, contenente le versioni acustiche di Pen & Paper, You Better Pray e Face Down.
Nel febbraio 2010, date le poche vendite del terzo album, la band chiude la propria collaborazione con la Virgin Records per iniziare a pubblicare musica in via indipendente.

### Am I the EnemyeEt tu, Brute?(2010-2013)
Il 22 giugno 2010 la band annuncia su MySpace l'uscita dell'EP The Hell or High Water, registrato in Florida e mixato da Paul Lapinski. L'EP, contenente 6 canzoni inedite, viene poi pubblicato nell'agosto dello stesso anno.
Nel novembre 2010 i Red Jumpsuit Apparatus iniziano le registrazioni del loro quarto album in studio, Am I the Enemy, completato nel dicembre 2010 con la produzione di John Feldmann. Il primo singolo estratto, Reap, è stato pubblicato tramite YouTube il 24 maggio e su iTunes il 26 aprile.
Il 7 giugno 2011 la band annuncia che il nuovo album sarebbe stato pubblicato il 30 agosto.
L'11 luglio Ronnie Winter annuncia che i chitarristi Duke Kitchens e Matt Carter lasciano la band per "focalizzarsi sulle loro vite private", e che il diciottenne Josh Burke sarà il nuovo chitarrista per i tour che seguiranno. Successivamente, il 17 luglio, viene annunciato su YouTube che Burke è diventato ufficialmente il chitarrista solista della band. Qualche settimana più tardi entra nella band anche il fratello di Ronnie, Randy Winter, che rimpiazza Duke Kitchens alla chitarra ritmica.
Dopo aver pubblicato la maggior parte delle tracce del nuovo album tramite vari siti su internet, la band rende disponibile su iTunes Am I the Enemy sotto l'etichetta Collective Sounds, con due tracce bonus e i video con i testi di Salvation e Reap.
Nell'ottobre 2011 Jon Wilkes, batterista dei Red Jumpsuit Apparatus dal 2005, lascia la band. In sua sostituzione viene ingaggiato per i tour Kristopher Comeaux, sostituito a sua volta da John Hartman nel 2012.
Il 22 novembre 2011 la band pubblica come singolo un remix di Reap realizzato da Schoolboy, mentre il 14 febbraio 2012 annunciano tramite un video su YouTube un singolo inedito, Twilight, pubblicato poi il 1º aprile dello stesso anno.
Dal 13 aprile al 23 giugno i Red Jumpsuit si esibiscono in varie località statunitensi durante il loro Spring Tour. Il 1º luglio 2012, a distanza di quasi un anno dalla pubblicazione dell'omonimo album la band pubblica il singolo Am I the Enemy, accompagnato da un video diretto da Chris Folkens.

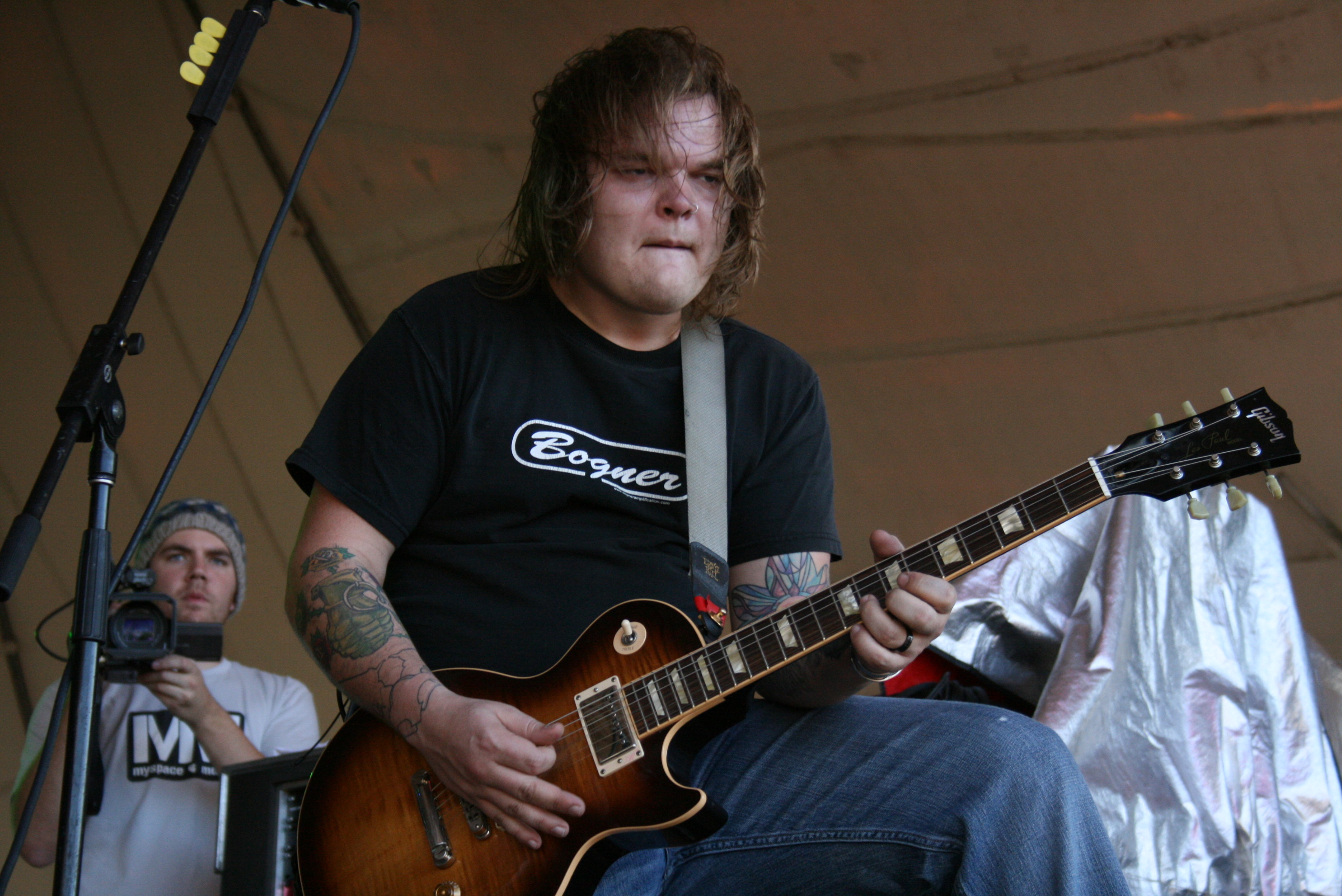
Il chitarrista Matt Carter in concerto con la band nel 2006

### 4eThe Awakening(2014-presente)
La band passa l'autunno 2012 in tour in varie città degli Stati Uniti, organizzando alcune date anche nel Regno Unito, sino ad annunciare, il 1º gennaio 2013, che il 15 marzo pubblicheranno un nuovo EP, Et tu, Brute?, che verrà inoltre supportato da un tour internazionale per celebrare i 10 anni di vita della band.
Il 14 ottobre viene annunciato che Matt Carter è ritornato a far parte della band dopo due anni di assenza, e che Josh Burke lascia di conseguenza il suo posto di chitarrista solista nella formazione per potersi dedicare allo studio. La band annuncia inoltre che presto inizierà a lavorare al suo quarto album di inediti. 4, questo il titolo del nuovo album, viene pubblicato il 4 luglio 2014 dalla band indipendentemente, che si finanzia con una campagna di donazioni iniziata nel febbraio 2014.
Successivamente, in seguito a un conflitto avuto pubblicamente via internet con il fotografo Rohan Anderson a causa dell'utilizzo non autorizzato di una sua foto, la band decide di pubblicare il nuovo album e tutta la sua discografia gratis sul suo sito internet il 4 luglio. L'album 4 viene comunque pubblicato anche su Amazon e iTunes e viene reso disponibile in versione fisica nei negozi e durante i concerti del gruppo.
Il singolo The Right Direction, il primo estratto da 4, viene pubblicato il 5 maggio 2014 sia per il download gratuito su Alternativeaddiction.com che su iTunes.
Nel 2015 la formazione del gruppo subisce un'ennesima variazione, con il ritorno di Josh Burke alla chitarra al posto di Matt Carter e l'entrata del nuovo batterista John Espy.
Il 30 marzo 2018 viene pubblicato sotto la loro etichetta A+R Productions il quinto album di inediti The Awakening, di maggiore matrice christian rock rispetto alle precedenti produzioni.

## Formazione

### Formazione attuale
- Ronnie Winter – voce (2003-presente)
- Josh Burke – chitarra solista (2011-2013, 2015-presente)
- Randy Winter – chitarra ritmica, tastiera, cori (2011-presente)
- Joey Westwood – basso (2005-presente)
- John Espy – batteria, percussioni (2015-presente)

### Ex componenti
- Matt Carter – chitarra solista (2005, 2008-2011, 2013-2015)
- Elias Reidy – chitarra solista, cori (2005-2008)
- Thomas Amason – chitarra solista (2003-2005)
- Duke Kitchens – chitarra ritmica, pianoforte, cori (2003-2011)
- Thomas Wurth – basso (2003-2005)
- Dan Wagler – batteria, percussioni (2003-2005)
- John Hartman – batteria, percussioni (2012-2015)
- Jon Wilkes – batteria, percussioni, cori (2005-2011)

### Turnisti
- Randy Winter – tastiera, cori (2003-2011)
- Kristopher Comeaux – batteria, percussioni (2011-2012)

## Discografia

### Album in studio
- 2006 – Don't You Fake It
- 2009 – Lonely Road
- 2011 – Am I the Enemy
- 2014 – 4
- 2018 – The Awakening

## Utilizzo dei brani nei media
- La canzone Face Down è stata utilizzata nei videogiochi Saints Row 2 e MX vs. ATV: Untamed e inserita nella compilation Now That's What I Call Music! 25.
- La canzone False Pretense è stata utilizzata nel film Never Back Down - Mai arrendersi.
- La canzone In Fate's Hands è stata utilizzata nel videogioco Madden NFL 07.
- La canzone Face Down è stata utilizzata nel telefilm Degrassi: The Next Generation.
- La canzone Love Seat è stata utilizzata nel telefilm 90210.